# Lamello

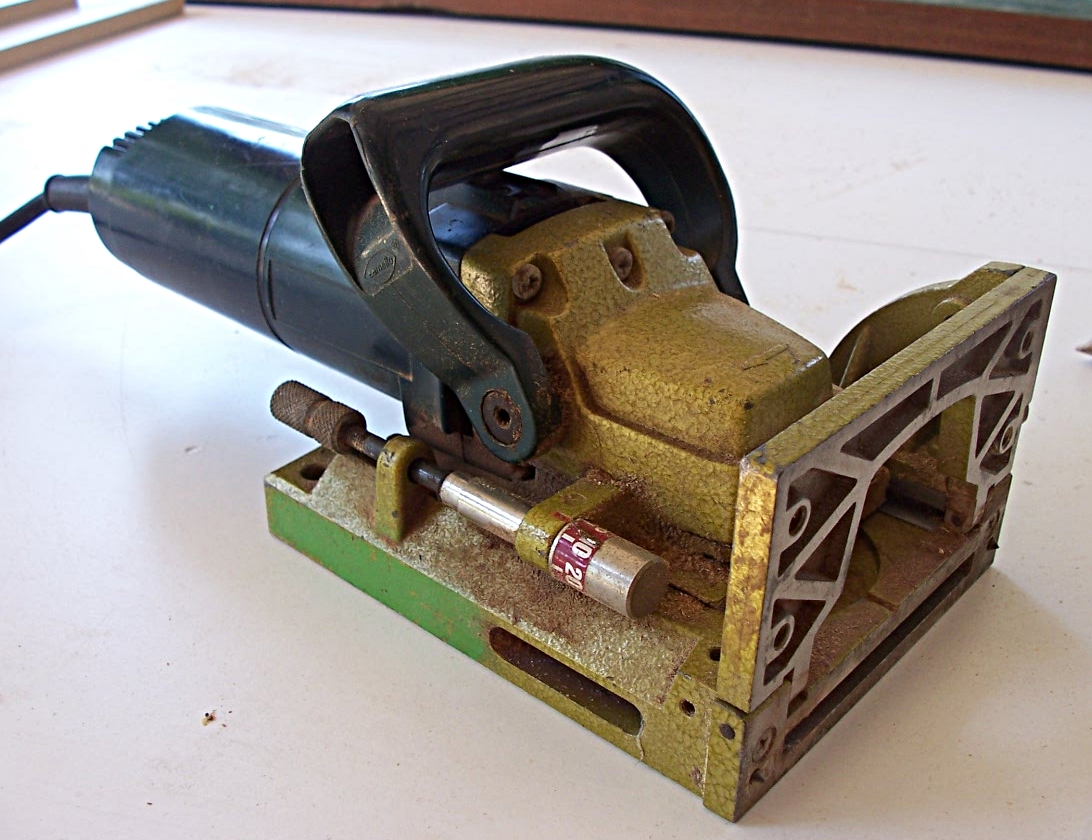
Machine utilisée pour la fabrication des assemblages lamello.

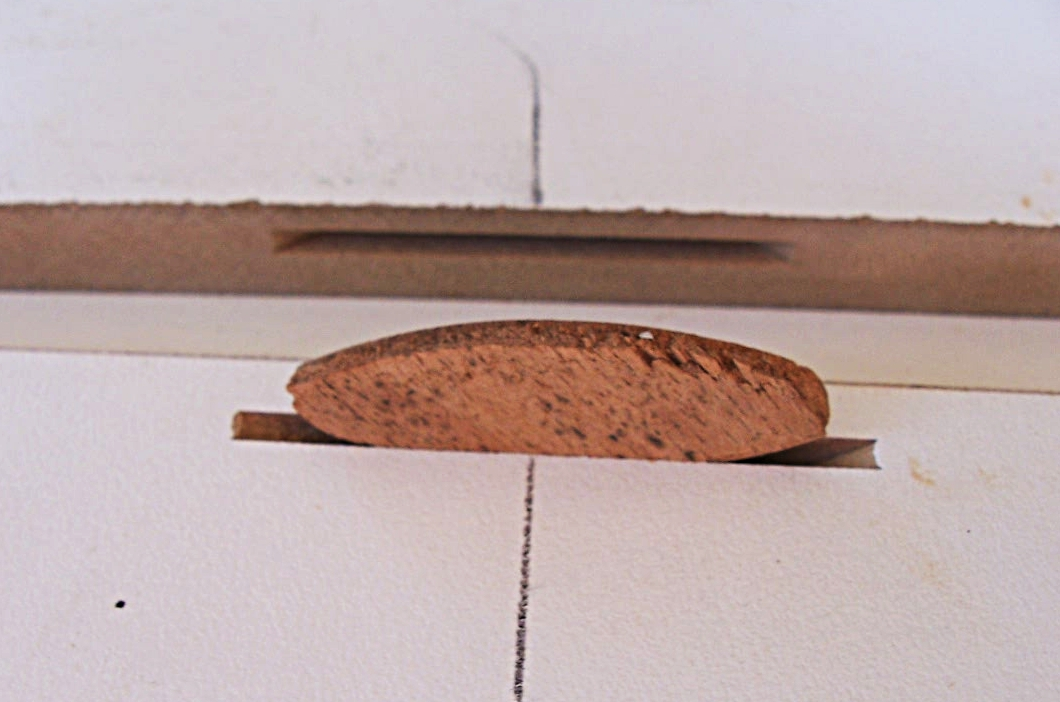
Deux pièces prêtes à être assemblées, montrant les rainures et le lamello.

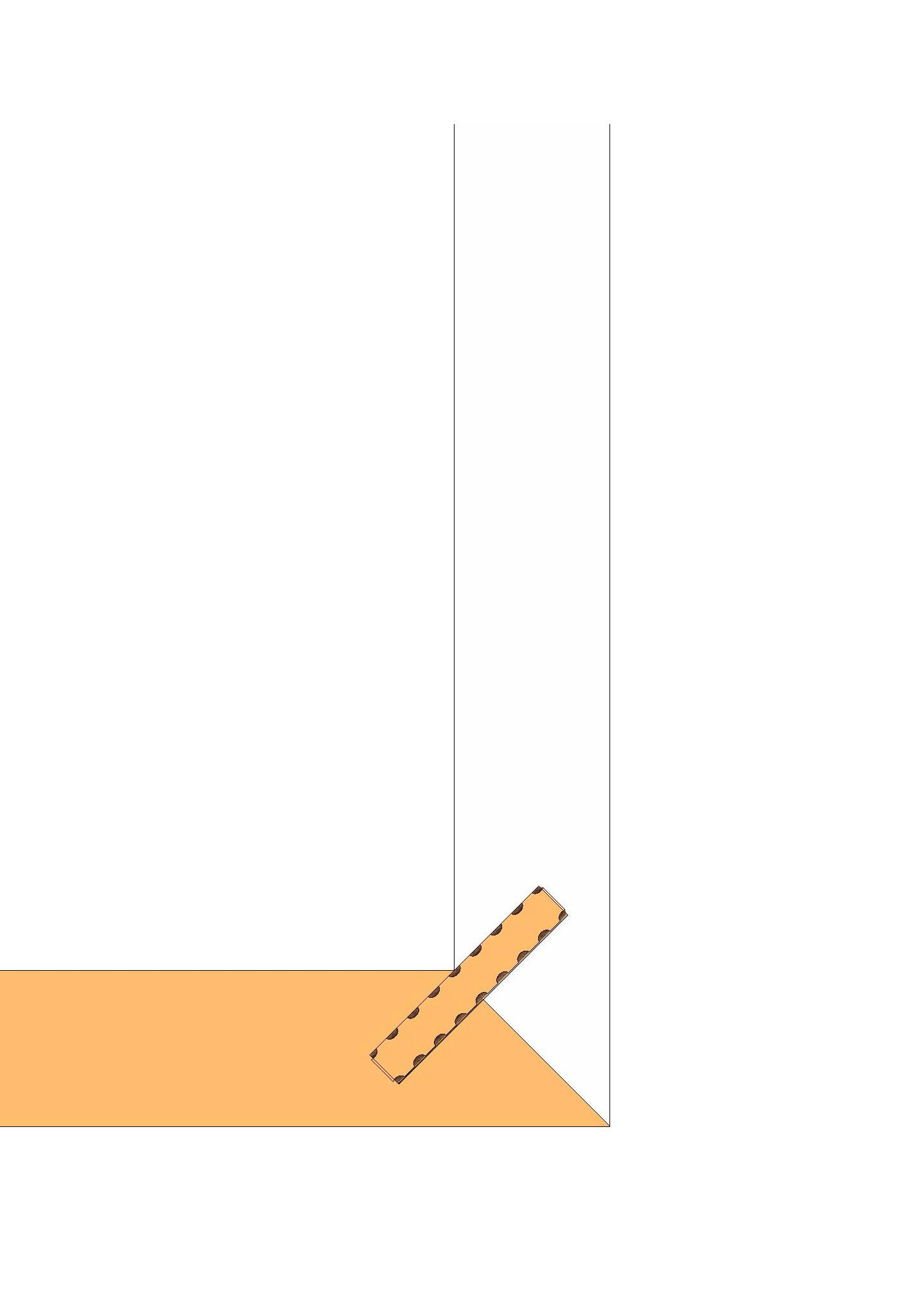
Exemple d'assemblage à angle droit.

Le lamello est un système d'assemblage utilisé en menuiserie. Ce système a été inventé par l'entreprise suisse du même nom. Il est basé sur le creusement dans chacune des pièces à assembler d'une rainure standardisée, dans laquelle on introduit une pièce en forme de biscuit.

## Histoire
En 1944, Hermann Steiner a ouvert un atelier de menuiserie. Il cherche alors un système rapide et efficace afin d'assembler les différents panneau des meubles qu'il fabrique. Un 1er prototype du système a été inventé en 1955. Au cours des années suivantes, l'entreprise commence à développer de nouveaux produits comme la fraiseuse à rainurer ou de nouveau système d'assemblage démontable. En 1969, l'entreprise change de nom pour devenir Lamello AG.
Par la suite, plusieurs sociétés concurrentes ont commencé à produire des systèmes d'assemblage équivalent et commercialisé sous la même dénomination.

## Utilité et avantages du système d'assemblage
Ce système apporte plusieurs avantages :
- Il est rapide à réaliser : un seul réglage pour les deux côtés de l'assemblage, un simple trait suffit à son usinage ;
- Le temps de production est réduit, vu que la machine se règle une fois, et unique pour un assemblage ;
- Il permet d'assembler des pièces avec n'importe quel angle[2].

## Fonctionnement
Pour l'utiliser, il suffit de tracer un trait sur la pièce à l'emplacement du lamello, de régler la machine en fonction du numéro lamello utilisé (0, 10, 20 les plus communs) et du positionnement en hauteur du lamello, puis de percer et d'assembler.

## Types de lamello

### Lamello Bois
Le lamello bois est le premier assemblage inventé. Il est généralement fabriqué dans du bois de hêtre du fait de sa résistance.

#### Taille
| Taille | Taille en mm (Lxlxh) |
| ------ | -------------------- |
| H9     | 38x12x3mm            |
| 0      | 47x15x4mm            |
| 10     | 53x19x4mm            |
| 20     | 56x23x4mm            |

### P-System

#### Clamex P

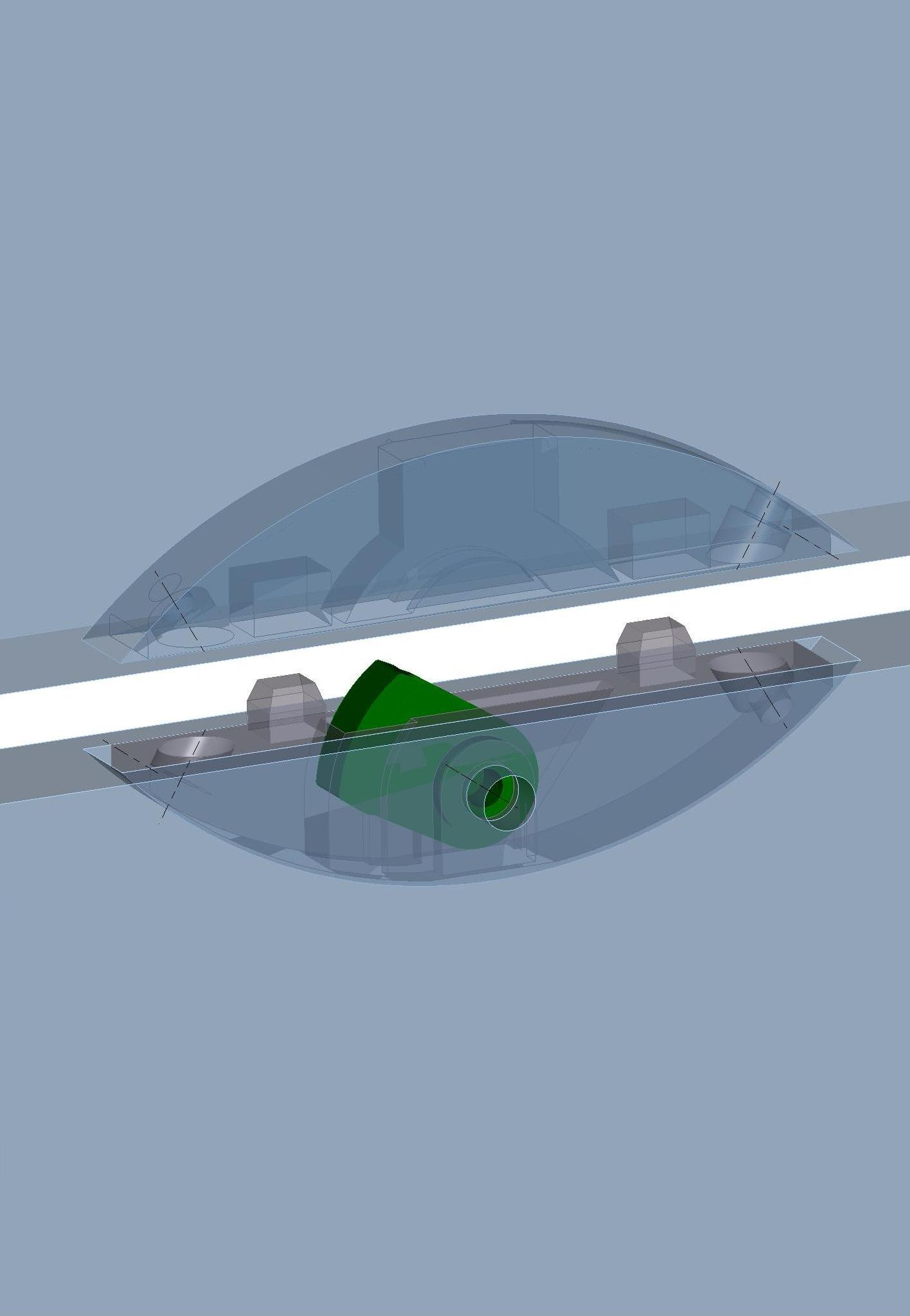
Un clamex P ouvert.

Le clamex P est un système d'assemblage démontable créé en 2009. Il est composé de deux parties et s'assemble à l'aide d'un levier de verrouillage.

#### Tenso P
Le tenso P est un type de lamello fait de deux parties autoserrantes pour l'encollage.

#### Divario P
Le divario P est comme le tenso P un type de lamello autoserrant mais ne nécessite pas de colle.